# Diadegma ruficeps
Diadegma ruficeps là một loài tò vò trong họ Ichneumonidae.